# Stereodon aduncoides
Stereodon aduncoides là một loài Rêu trong họ Hypnaceae. Loài này được (Brid.) Broth. miêu tả khoa học đầu tiên năm 1908.